# Ginger (album de Gaëtan Roussel)
Pour les articles homonymes, voir Ginger.
Albums de Gaëtan Roussel
Alain Bashung - Bleu Pétrole
(2008) Orpailleur
(2013)
Singles
1. Help Myself (Nous ne faisons que passer)
Sortie : 14 décembre 2009
2. Dis-moi encore que tu m'aimes
Sortie : 2010
3. Inside / Outside
Sortie : 2010

Ginger est un album studio de Gaëtan Roussel, sorti le 15 mars 2010.

## Historique
Il comporte les singles Help Myself (Nous ne faisons que passer) (sorti le 14 décembre 2009), Dis-moi encore que tu m'aimes ou encore Inside / Outside.
Ginger est élu « album rock de l'année » aux Victoires de la musique 2011.
La chanson Des questions me reviennent constitue la bande originale du film Mammuth.

## Pistes
| 1.    | Clap Hands                                          | Gaëtan Roussel           | G. Roussel, Joseph Dahan              | 3:37 |
| 2.    | Help Myself (Nous ne faisons que passer)            | G. Roussel               | G. Roussel, J. Dahan                  | 2:46 |
| 3.    | Si l'on comptait les étoiles (avec Renee Scroggins) | G. Roussel, R. Scroggins | G. Roussel, J. Dahan                  | 3:04 |
| 4.    | Inside / Outside                                    | G. Roussel               | G. Roussel, J. Dahan                  | 3:19 |
| 5.    | Mon nom                                             | G. Roussel               | G. Roussel, J. Dahan                  | 3:05 |
| 6.    | Tokyo                                               | G. Roussel               | G. Roussel, J. Dahan                  | 3:14 |
| 7.    | Dis-moi encore que tu m'aimes                       | G. Roussel               | G. Roussel, J. Dahan                  | 3:08 |
| 8.    | DYWD (avec Renee Scroggins)                         | R. Scroggins             | G. Roussel, J. Dahan                  | 4:04 |
| 9.    | Des questions me reviennent                         | G. Roussel               | G. Roussel, Benjamin Lebeau, J. Dahan | 3:26 |
| 10.   | Trouble (avec Gordon Gano)                          | G. Roussel               | G. Roussel, J. Dahan                  | 5:01 |
| 11.   | Les Belles Choses                                   | G. Roussel               | G. Roussel, J. Dahan                  | 3:25 |
| 38:09 |                                                     |                          |                                       |      |

## Crédits
- Gaëtan Roussel : chant (1, 2, 3, 4, 5, 6, 7, 9, 11), chœur (4, 8), guitare, basse (8), claps (7)
- Joseph Dahan : basse, guitare (1, 3 ,5, 6, 8)
- Benjamin Lebeau : claviers (1, 3, 4, 5, 6, 8, 9, 11), programmation (3, 5, 7, 9), chœur (4), harmonica (5), claps (7)
- Batterie : Benoît Falque (1, 10), Jerry Fuchs (2, 3, 8), Antoine Boistelle (4, 5, 6, 7), Matthias Bauer (10)
- Chant : Renee Scroggins (3, 8), Gordon Gano (10)
- Guitare : Daniel Jamet (2), Alain Libereau (8)
- Claviers : Johan Dalgaard (1, 4, 6, 7), Morgan Wiley (2, 3), Fred Montabord (6, 10), Tim Goldsworthy (3, 8), Luciano Supervielle (10)
- Cuivres : Manuel Gablain et Pierre Gauthé (6, 10), Jean-Marc Labbé (6, 10, trombone sur 9)
- Chœurs sur Help Myself (nous ne faisons que passer) : Everett Bradley, Mark Plati, France Cartigny, Guillaume Brière
- Mixé par Julien Delfaud assisté de Ludovick Tartavel

## Classements et certifications
| Pays                | Meilleure position | Certification |
| ------------------- | ------------------ | ------------- |
| France              | 7                  | Platine       |
| Belgique (Wallonie) | 6                  |               |
| Suisse              | 53                 |               |